# Russ Winger
Russ Winger (ur. 2 sierpnia 1984) – amerykański lekkoatleta specjalizujący się w pchnięciu kulą oraz w rzucie dyskiem.
Srebrny medalista młodzieżowych mistrzostw NACAC (Santo Domingo 2006). W 2015 zdobył brązowy medal w rzucie dyskiem podczas igrzysk panamerykańskich. Medalista mistrzostw USA oraz mistrzostw NCAA.
Jego żoną jest oszczepniczka Kara Patterson. 

## Rekordy życiowe
- pchnięcie kulą (stadion) – 21,25 (2010)
- pchnięcie kulą (hala) – 21,29 (2008)
- rzut dyskiem – 66,04 (2011)